# Ernie de Vos
Ernest Nathan de Vos (Den Haag, Nederland, 1 juli 1941 - Saint Petersburg, Florida, 5 maart 2005) was een Canadees autocoureur. Hij wilde deelnemen aan de Grand Prix van de Verenigde Staten 1963 voor het team Stebro, maar er was slechts een van de twee wagens van dit team aanwezig op het circuit, die werd bestuurd door Peter Broeker. Hierdoor behaalde hij geen punten voor het wereldkampioenschap Formule 1.